# Brieulles-sur-Bar
Brieulles-sur-Bar – miejscowość i gmina we Francji, w regionie Grand Est, w departamencie Ardeny. Nazwa miejscowości prawdopodobnie pochodzi od łac. Brivodurum, z czego briva oznacza "most", a durum – "twierdza".
Według danych na rok 1990 gminę zamieszkiwało 175 osób, a gęstość zaludnienia wynosiła 13 osób/km².

## Demografia

Demografia Brieulles-sur-Bar w latach 1962-2008

## Galeria

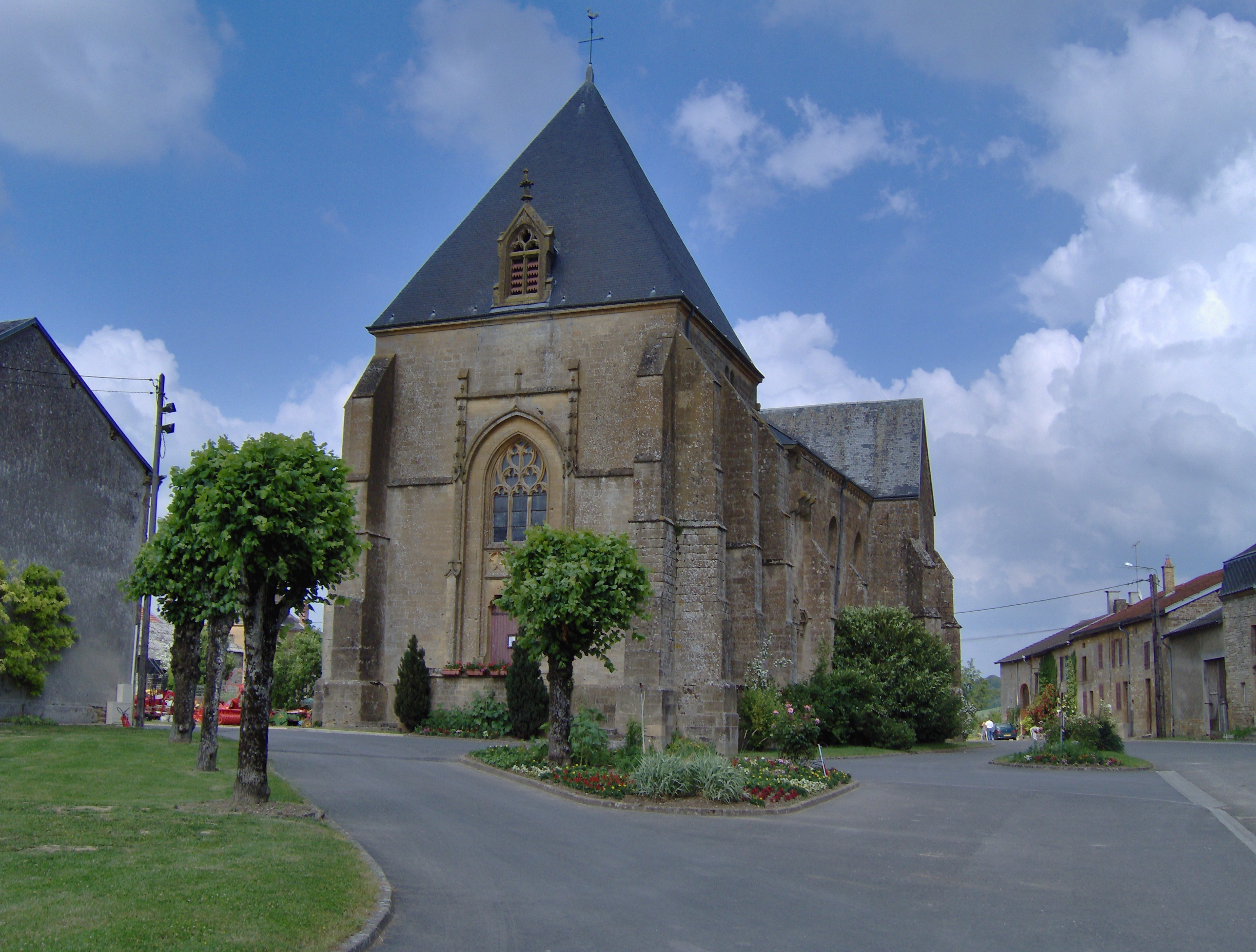
Kościół Matki Bożej w Brieulles-sur-Bar (2006)
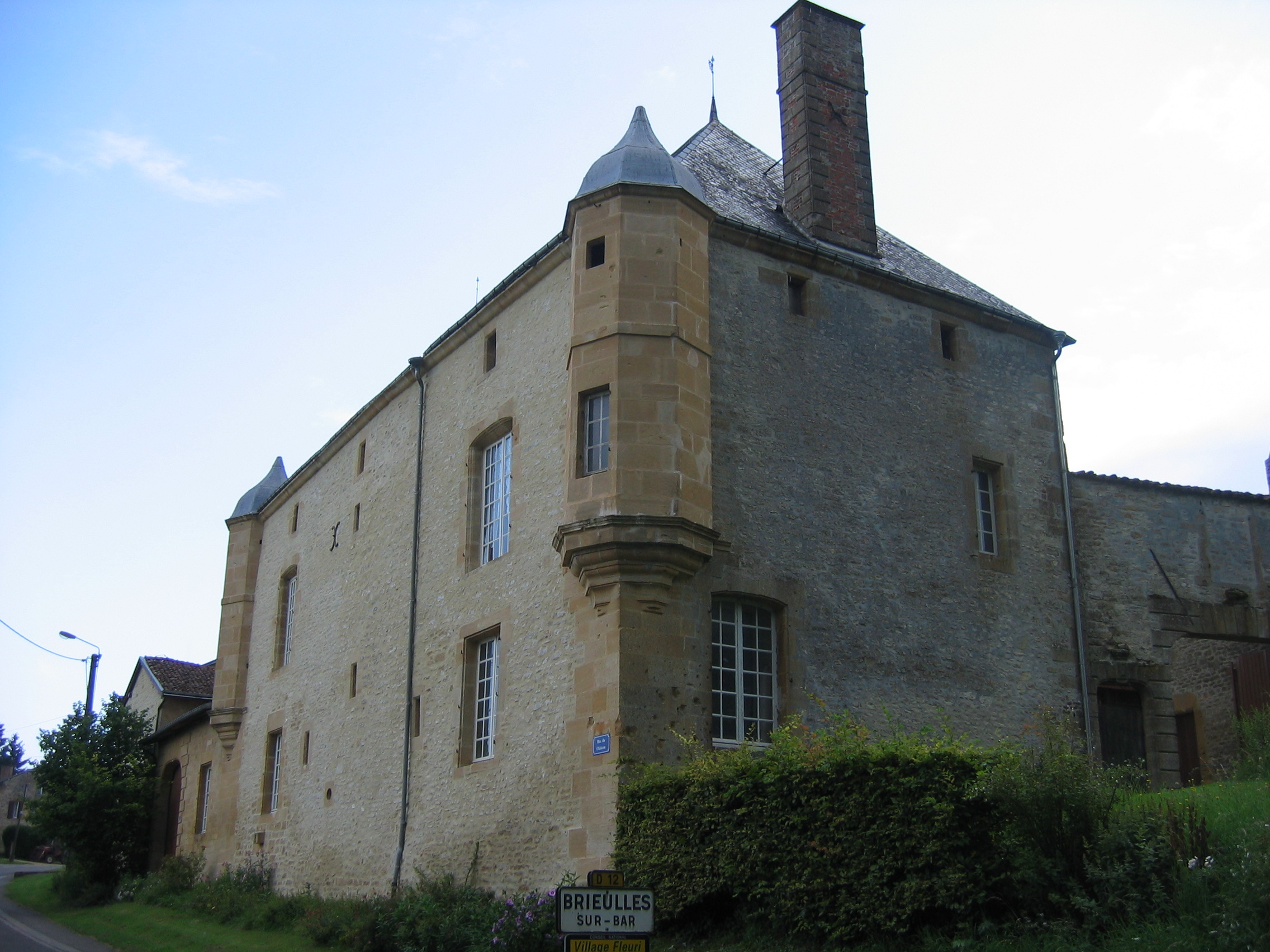
Zamek (2011)